# Supersypnoides latifasciata
Supersypnoides latifasciata är en fjärilsart som beskrevs av Warren. Supersypnoides latifasciata ingår i släktet Supersypnoides och familjen nattflyn. Inga underarter finns listade i Catalogue of Life.